# Palazzi di Ferrara
I palazzi di Ferrara sono gli edifici pubblici e privati presenti all'interno della cerchia muraria della città di Ferrara e che rivestono un particolare interesse storico, architettonico, culturale o artistico. 

## Palazzi monumentali

### Edifici medievali
Torre dei Leuti

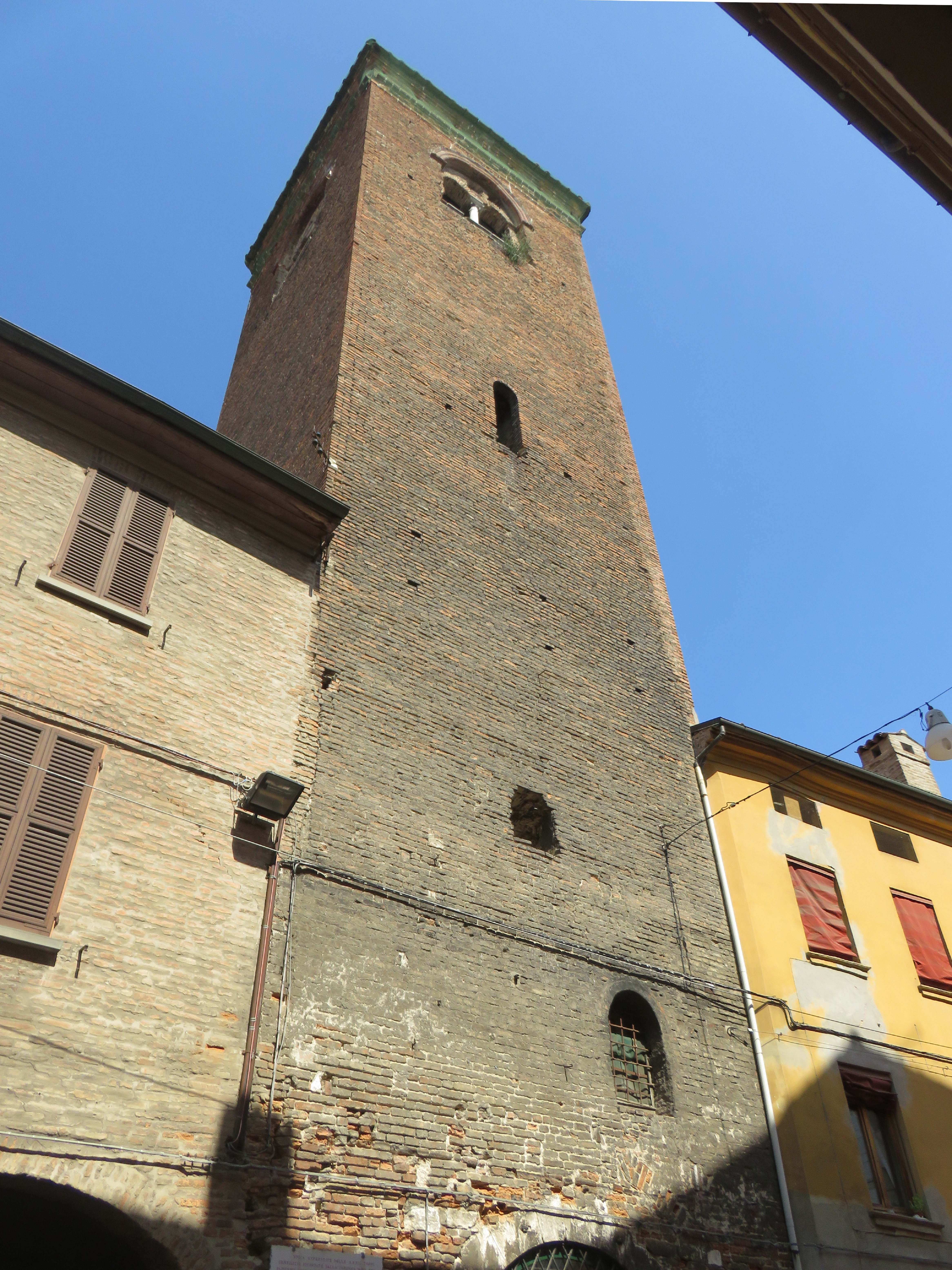
Torre dei Leuti.

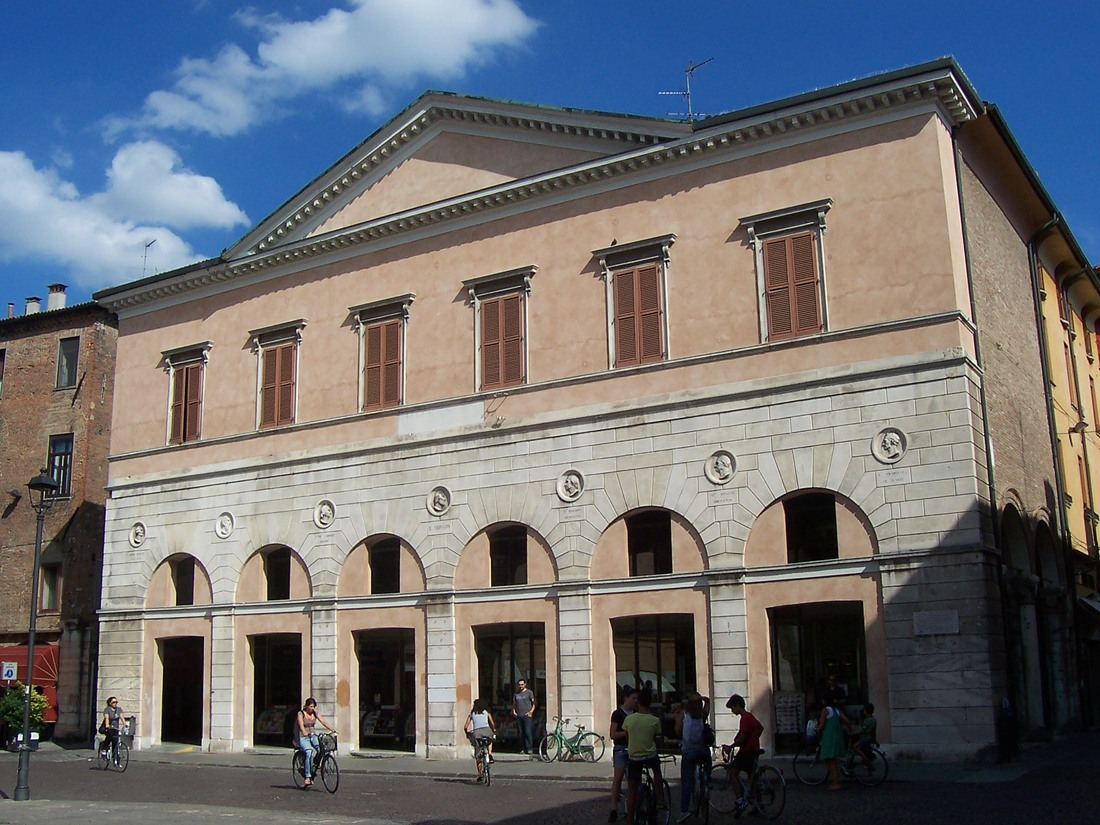
Palazzo di San Crispino.

Palazzo Paradiso.

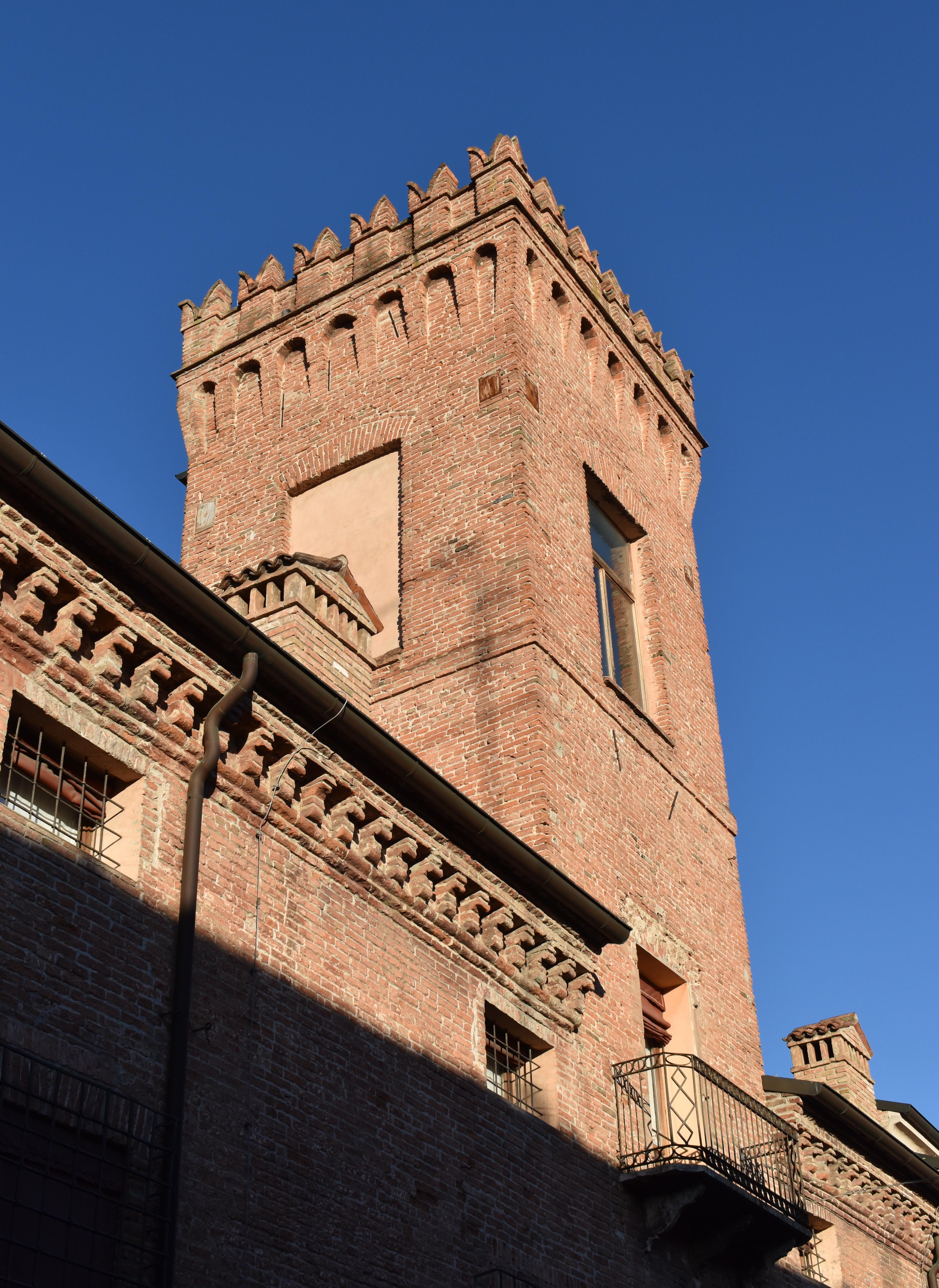
Torre di palazzo Bonacossi.

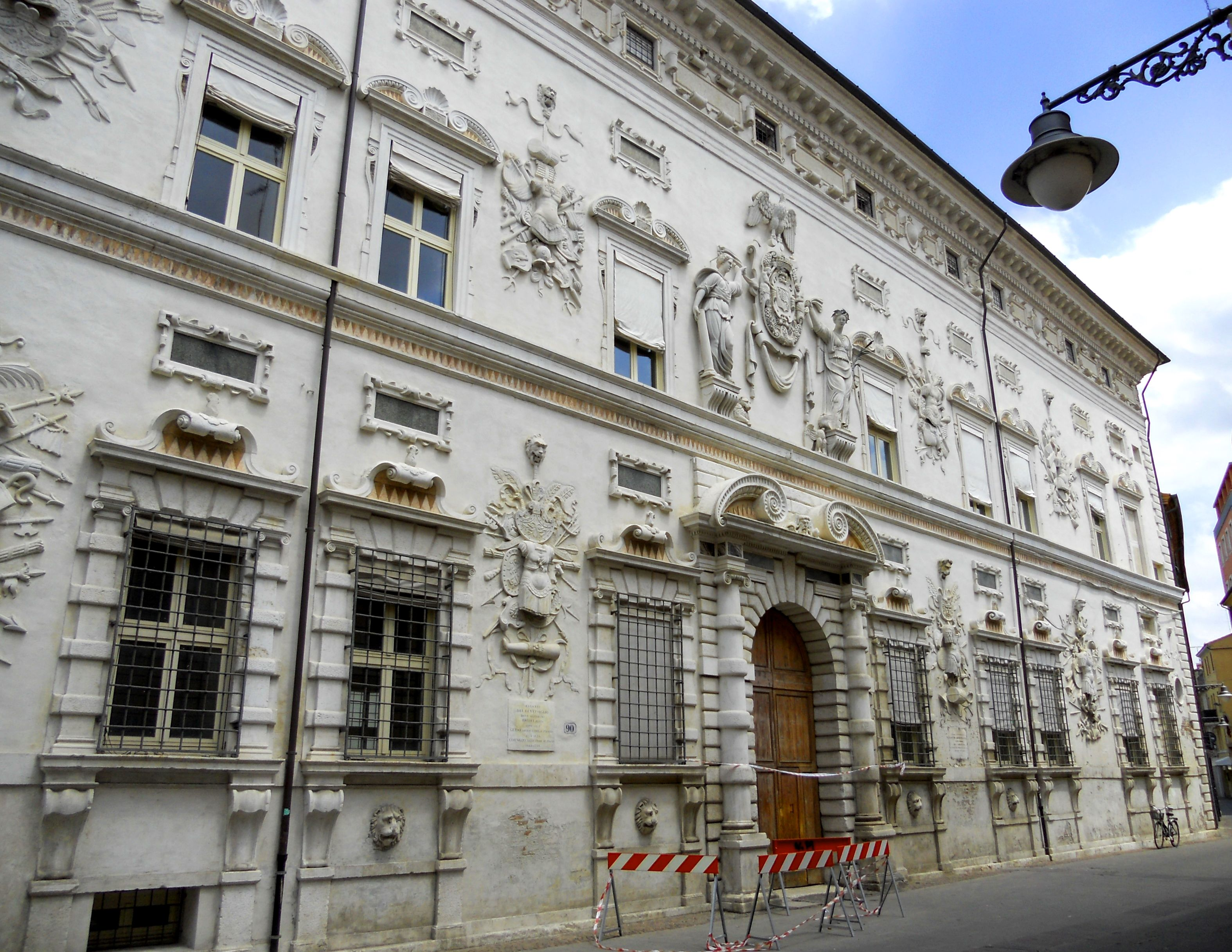
Palazzo Bentivoglio.

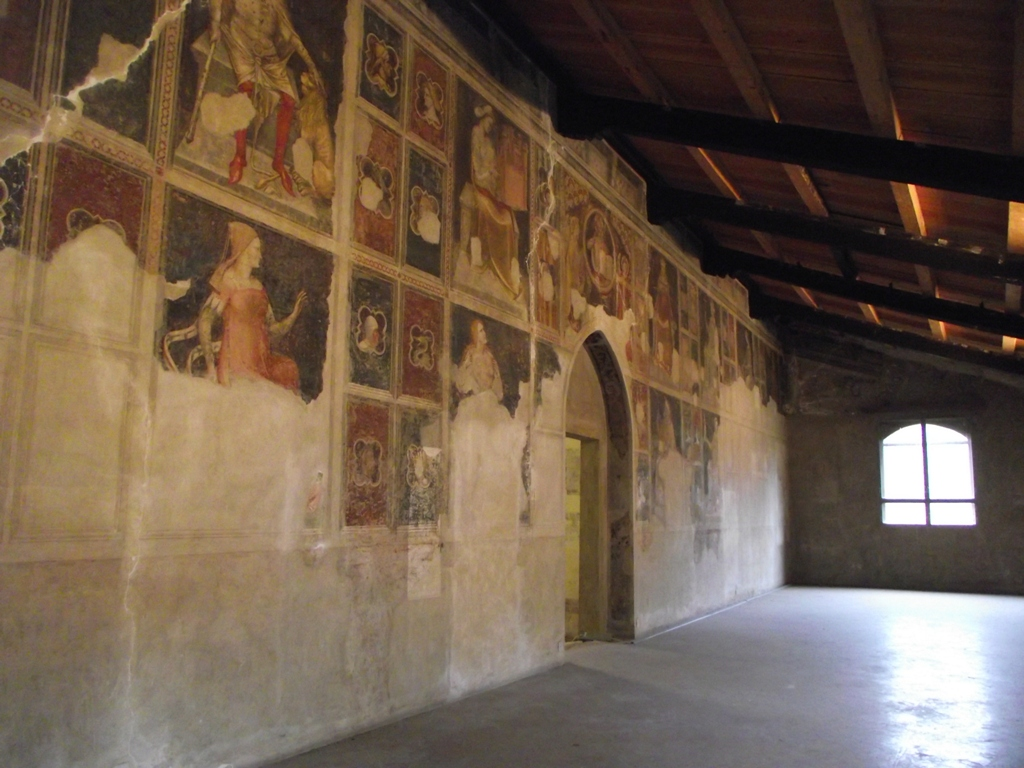
Salone delle allegorie Virtù e vizi di Casa Minerbi-Del Sale.

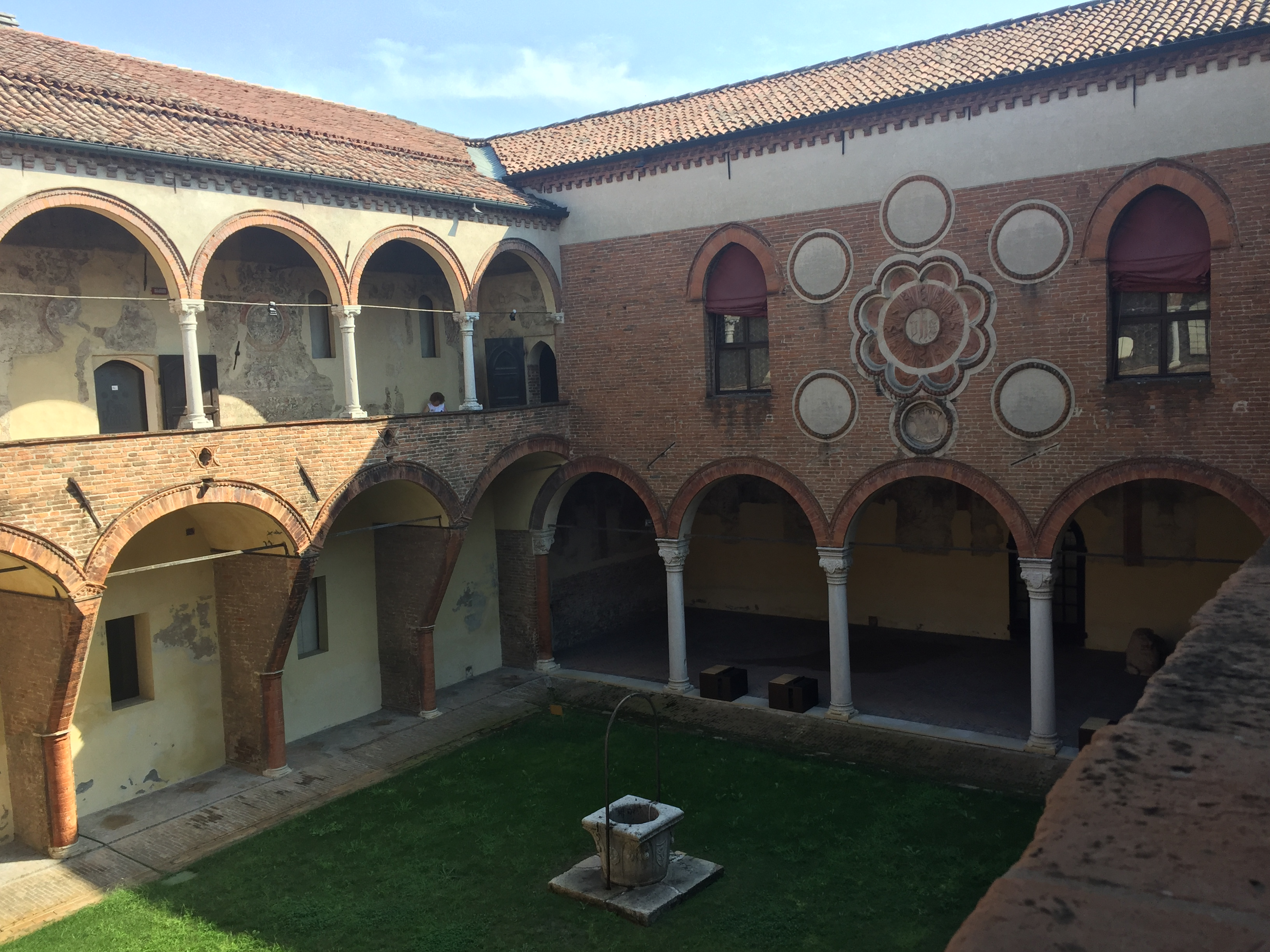
Casa Romei.

Le origini dell'edificio sono legate alle sue funzioni di struttura difensiva militare che aveva attorno al IX secolo. A partire almeno dal XV secolo divenne la torre campanaria della vicina chiesa di San Paolo. Rimane la sola superstite a Ferrara di questo tipo di costruzioni.
Palazzo di San Crispino
Il palazzo originario, che si trova nel centro cittadino, venne edificato entro il IX secolo poiché secondo la tradizione popolare Carlo Magno lo dedicò all'arte dei calzolai. Sino al 1561 fu sede legata allo Studium di Ferrara, poi divenne un oratorio. Nel XIX secolo fu ristrutturato da Giovanni Tosi che trasformò il precedente loggiato storico dandogli un aspetto neoclassico e verso gli anni settanta fu oggetto di nuovi restauri, rallentati da questioni legali. Ospita i locali di una libreria.
Palazzo Municipale
Il nucleo originario dell'edificio fu eretto nel 1245 lungo la via Cortevecchia e assunse le dimensioni definitive fra il 1472 e il 1481. Eventi sismici e occupazioni militari portarono a notevoli cambiamenti nel corso dei secoli. La primitiva torre di Rigobello venne lesionata col terremoto di Ferrara del 1570 quindi abbattuta. Fu solo fra il 1924 e il 1928 che la facciata posta davanti alla cattedrale di San Giorgio fu ridisegnata e una nuova torre venne ricostruita, in stile neo-medievale, su disegno di Carlo Savonuzzi e rinominata Torre della Vittoria.
Palazzo Schifanoia
Costruito nel 1385 come Delizia estense, si trova in via Scandiana, all'epoca asse viario importante della città. Alberto V d'Este lo fece erigere, Borso d'Este lo fece ampliare ed arricchire di affreschi. Il salone dei Mesi intende celebrare la grandezza di Borso, signore di Ferrara. Ercole I d'Este incaricò poi Biagio Rossetti di realizzare un ulteriore ampliamento del palazzo. Ospita l'omonimo museo.
Palazzo Paradiso
Venne costruito nel 1391 come delizia estense su incarico di Alberto V d'Este e venne decorato con affreschi della vita di corte. Divenne sede concilare della Chiesa tra il 1437 ed il 1438 durante il Concilio di Basilea, Ferrara e Firenze. La torre dell'orologio e il portale marmoreo sono opera successiva, dovuta a Giovan Battista Aleotti. Lo scalone d'onore del palazzo è monumentale, in marmo, adorno di epigrafi ed affreschi. È stato sede dell'ateneo ferrarese ed ospita la biblioteca comunale Ariostea
Palazzo di Renata di Francia
Il palazzo si trova in via Savonarola, venne edificato nel 1475 e fu residenza della duchessa Renata di Francia, consorte di Ercole II d'Este. Nella seconda metà del XX secolo è diventato sede del rettorato dell'ateneo ferrarese.
Palazzo Tassoni Mirogli
Venne costruito nel XV secolo dalla famiglia Boccamaggiori quando l'area, poi via Savonarola, si trovava ai margini del tessuto urbano, e il sito era chiamato prato delle Bestie. Fu acquistato dai marchesi Sacrati, dalla famiglia Tassoni, dalla famiglia Nigrisioli e poi dalla famiglia Mirogli. Nel 1561 ospitò un piccolo teatro e nei secoli seguenti fu un liceo convitto e un ospizio. Nel ventennio fascista fu sede della Casa del Balilla e anche area espositiva. Nel secondo dopoguerra ospitò istituti scolastici sino a diventare biblioteca per la facoltà di Lettere e Filosofia con aule per l'ateneo.
Palazzo Bentivoglio
Venne edificato nel 1449 su un asse viario importante, poi divenuto via Garibaldi, per volontà di Borso d'Este che ne fece dono al suo consigliere Pellegrino Pasini. In seguito fu dimora estense poi entrò a far parte dei beni dei Roverella e dei Bentivoglio. La forma recente potrebbe essere legata a una ristrutturazione seguita da Pirro Ligorio. Ospitò, durante la sua storia, personalità di rilievo come il poeta Ercole Bentivoglio, i cardinali Guido e Cornelio, il generale Napoleone Bonaparte. Dopo la seconda guerra mondiale, in seguito al rogo che distrusse il palazzo della Ragione divenne sede del palazzo di Giustizia. Col trasferimento del tribunale nella nuova sede divenne sede di uffici e abitazioni private.
Casa Minerbi-Del Sale
L'edificio risale alla metà del XIV secolo e si trova in via Giuoco del Pallone. Nel 1995 il Comune di Ferrara e il Demanio dello Stato hanno acquistato dagli eredi Minerbi la proprietà dell'intero immobile, che è stato destinato a sede museale.
Palazzo Contrari
È un edificio di origine medievale che si trova nella centrale via Contrari. Prende il nome dall'antica e nobile famiglia Contrari. Accanto si trova il palazzo di San Crispino e anticamente era al limite dell'area del ghetto di Ferrara.
Casa Romei
Si trova in via Savonarola, di fronte al palazzo di Renata di Francia, e fu costruita dal mercante Giovanni Romei verso la metà del XV secolo. Dopo la morte del proprietario la casa fu ereditata dalle monache del vicino monastero del Corpus Domini poi il cardinale Ippolito II d'Este intervenne con ampliamenti e modifiche. Fu acquisita dal demanio dello Stato nel 1898 e divenne museo nel 1953, accogliendo raccolte di affreschi staccati, statue e lapidari provenienti da edifici cittadini.
Palazzo Bonacossi
Il palazzo, che si trova in via Cisterna del Follo, venne edificato nel 1469 da Diotisalvi Neroni, esule da Firenze. Originariamente era costituito da un unico piano e da una torre. Successivamente divenne proprietà degli Este. Il cortile interno viene attribuito a Girolamo da Carpi. Nel 1527 Francesco d'Este lo collegò all'adiacente palazzina di Marfisa d'Este. Nel 1643 fu acquistato da Borso Bonacossi e solo nel 1911 venne acquistato dal Comune di Ferrara che iniziò un lungo restauro trasformandolo in polo museale. Accanto si trova il piccolo palazzo appartenuto, nel XX secolo, a Giorgio Bassani.

### Edifici rinascimentali

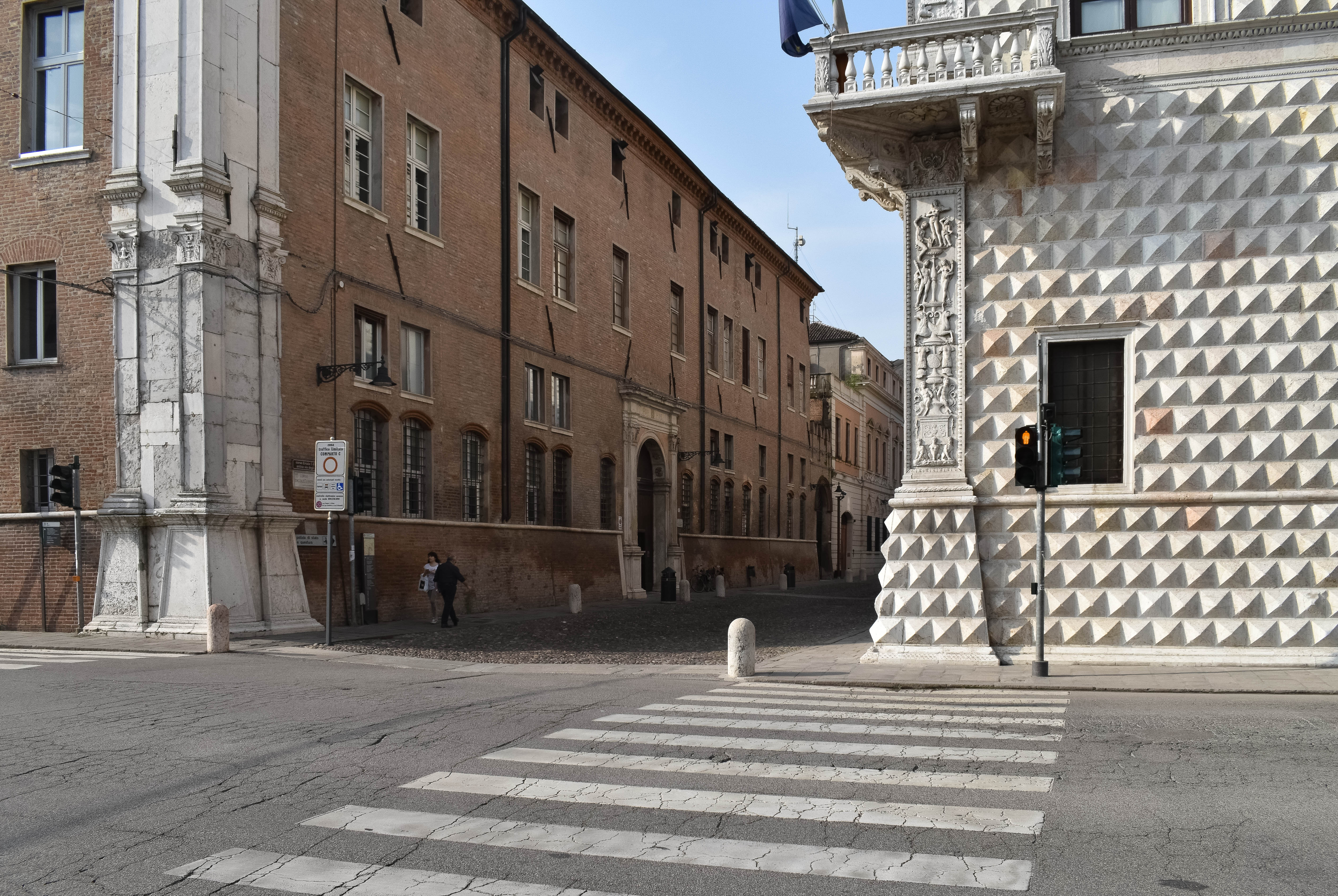
Palazzo Turchi di Bagno e Palazzo dei Diamanti.

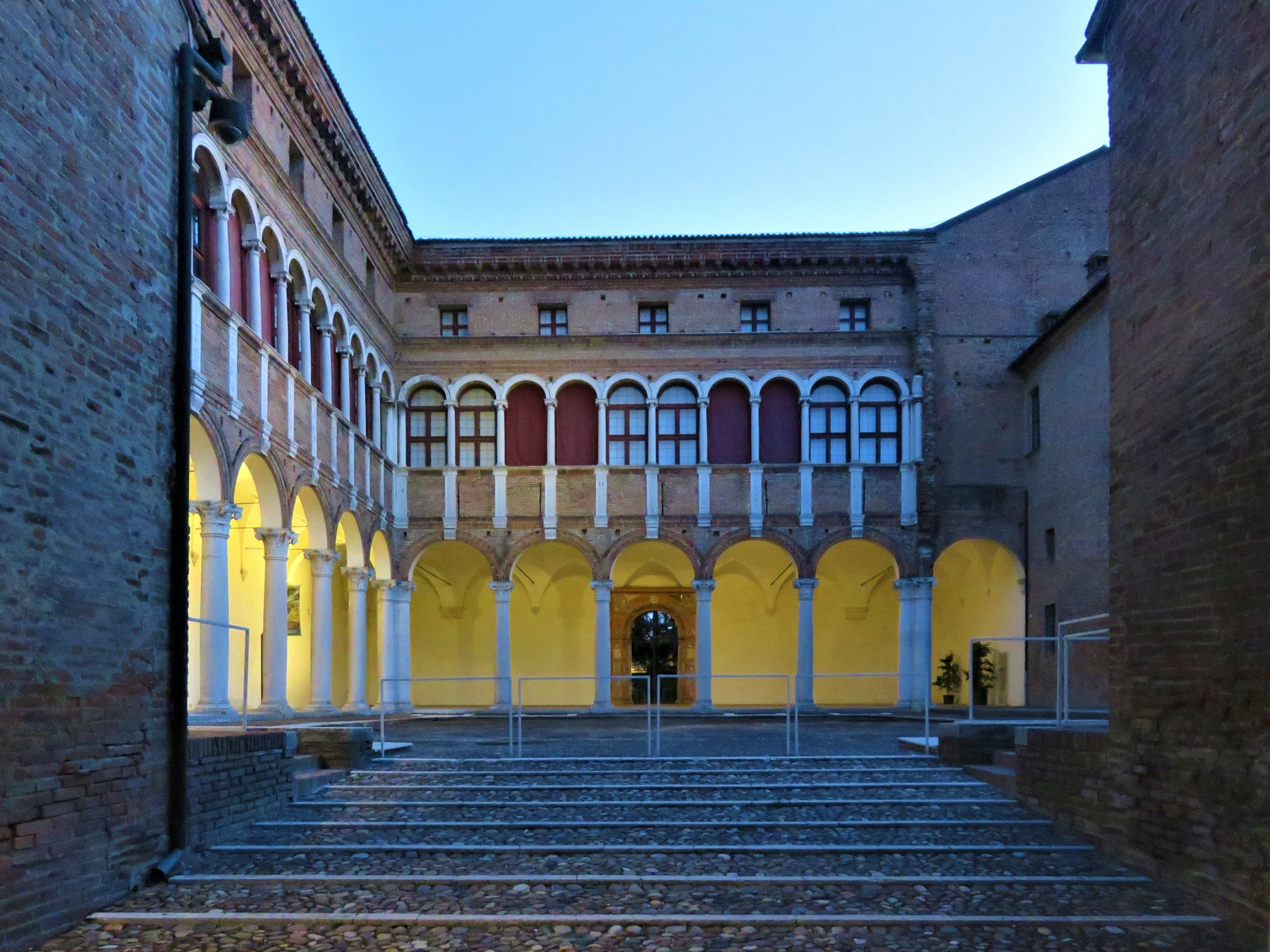
Cortile d'onore e ingresso di Palazzo Costabili.

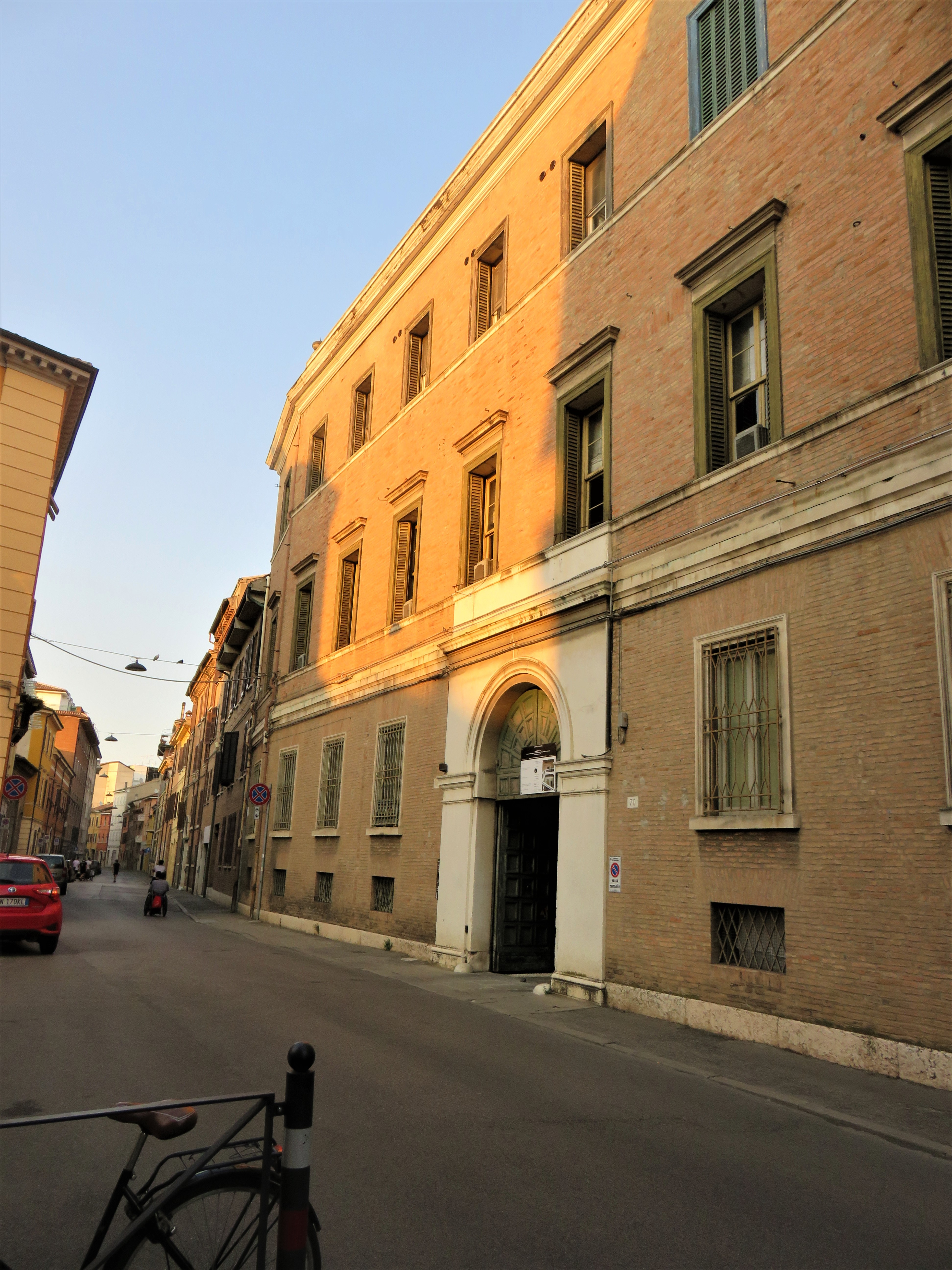
Palazzo Del Sale-Balbo.

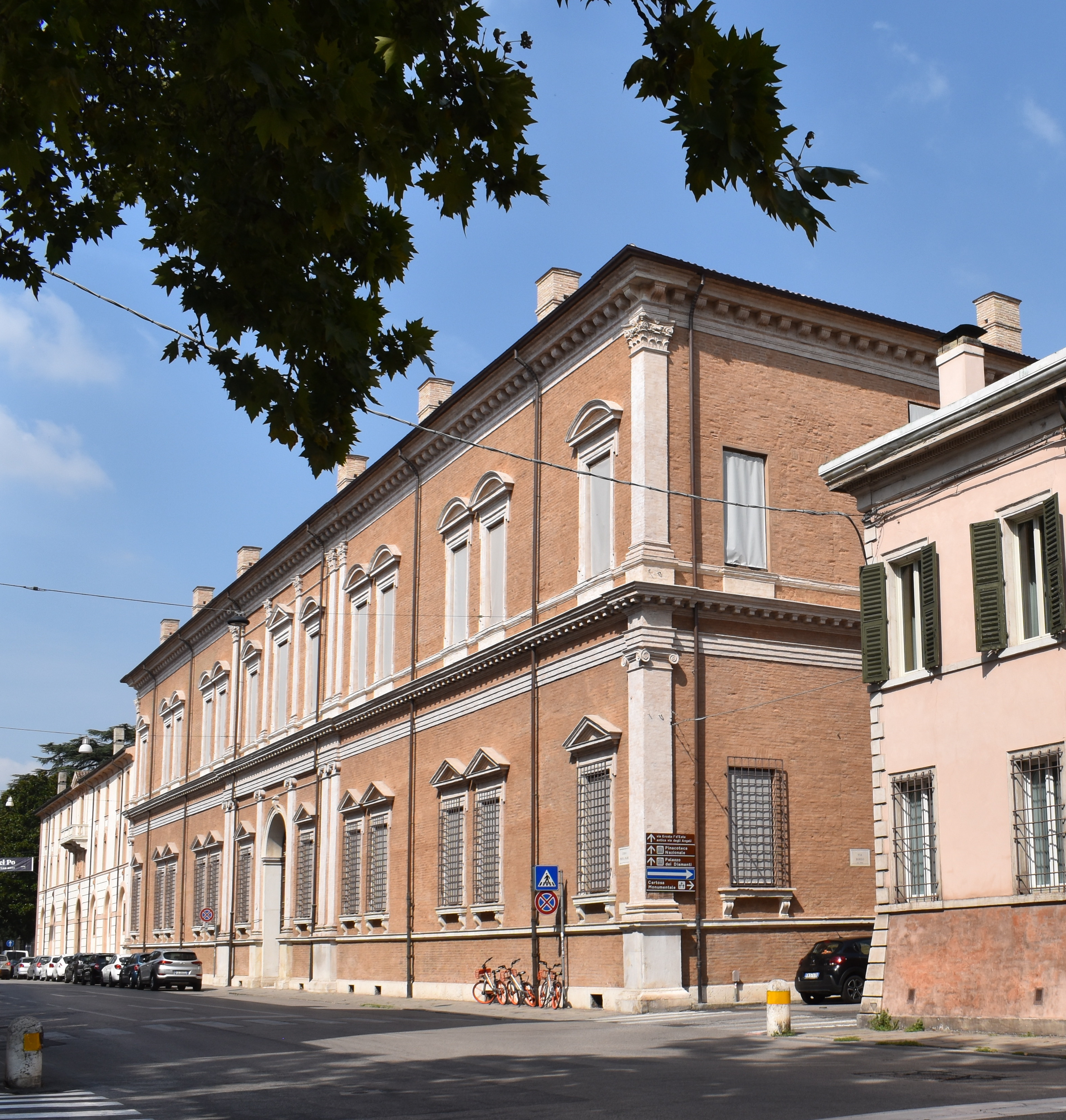
Palazzo Massari.

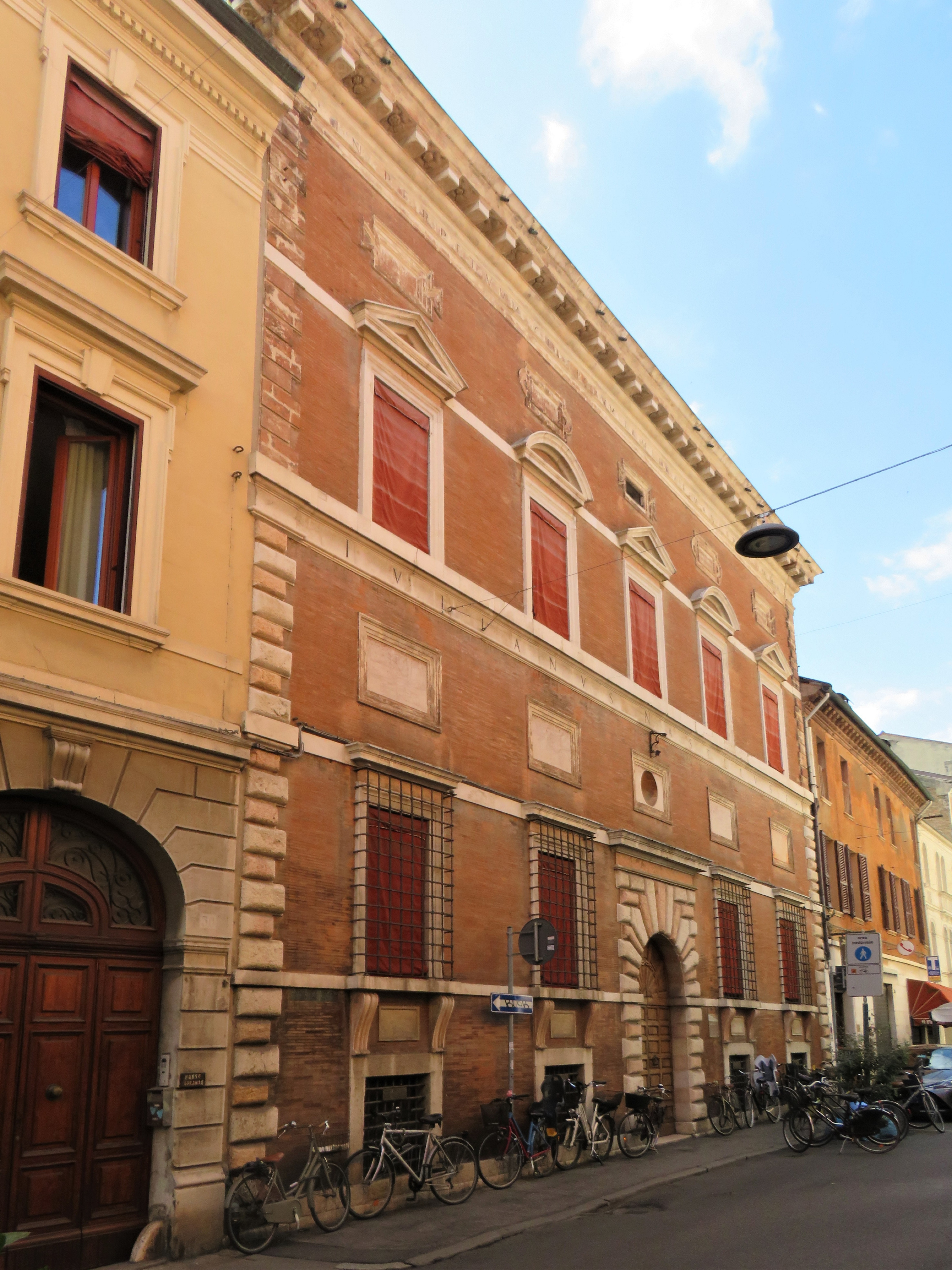
Palazzo Naselli Crispi.

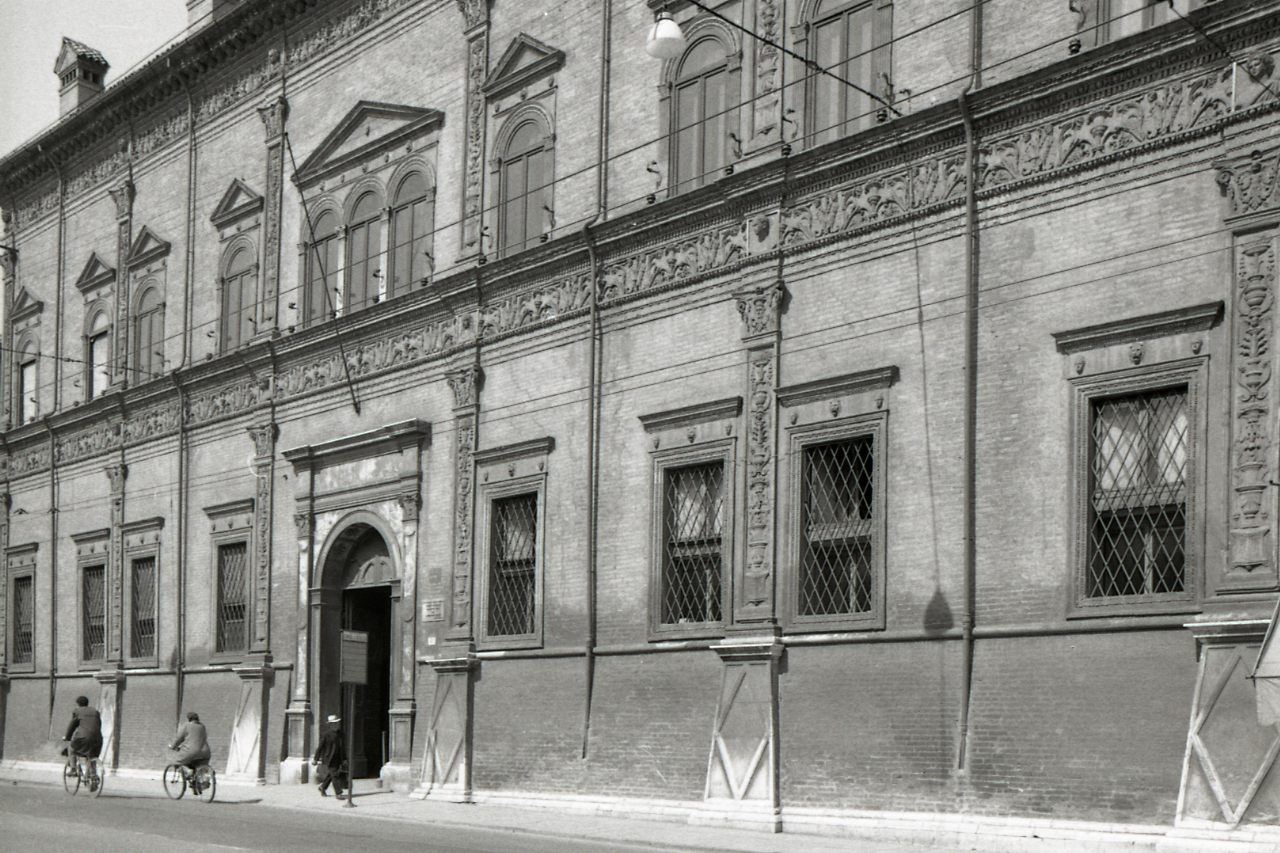
Palazzo Roverella, Paolo Monti, 1969

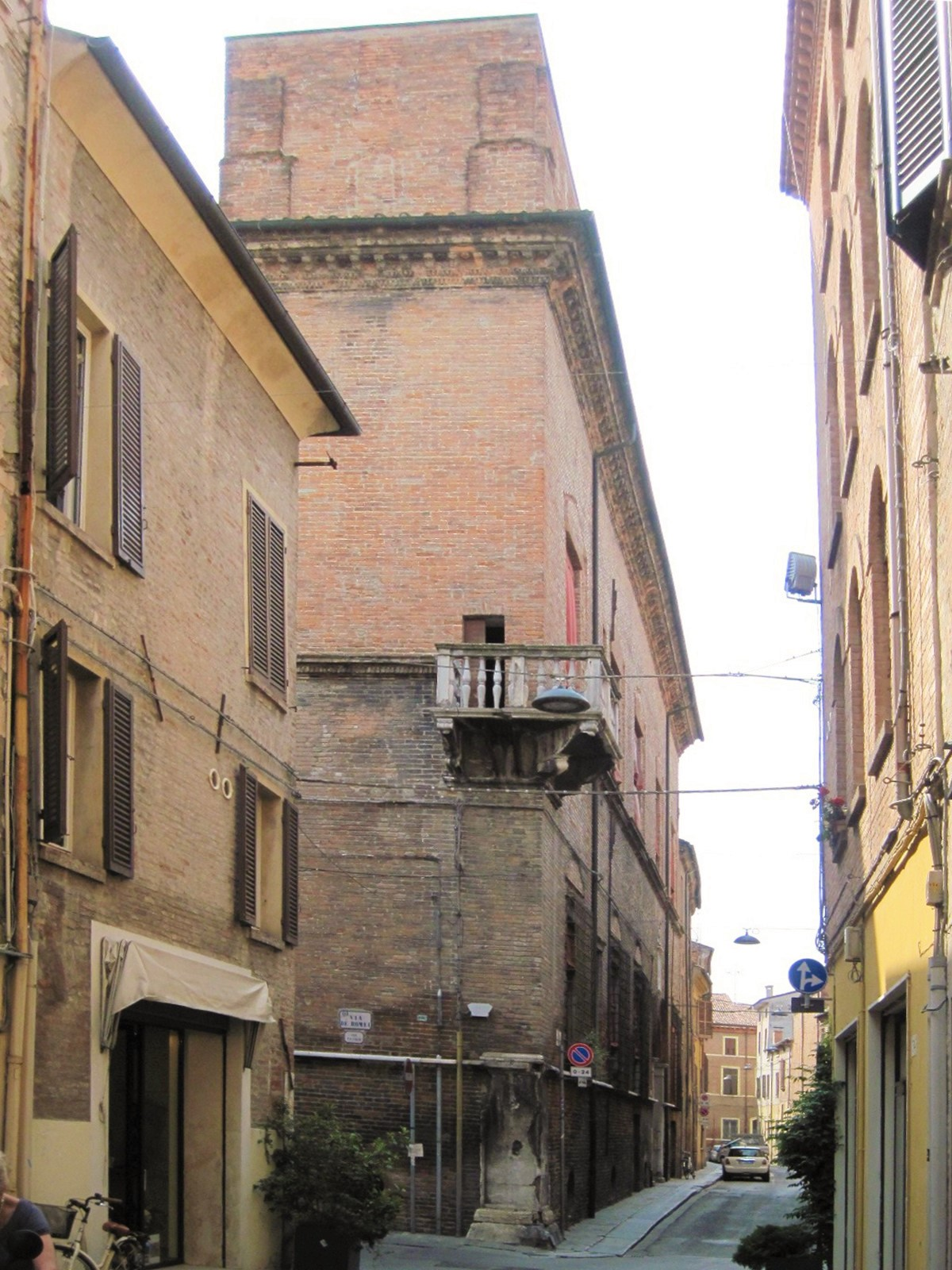
Palazzo Montecatini.

Il Quadrivio degli Angeli rappresenta a livello urbanistico un punto fondamentale dell'Addizione Erculea e vi si affacciano tre edifici storici fondamentali:
- Palazzo dei Diamanti. Rappresenta uno dei monumenti più celebri di Ferrara e del Rinascimento italiano. Si trova in corso Ercole I d'Este e costituisce l'edificio più significativo del Quadrivio e fu progettato da Biagio Rossetti per conto di Sigismondo d'Este, fratello del duca Ercole I d'Este. La costruzione fu ultimata nel 1503 poi modificata fra il 1567 e il 1570. Fu proprietà estense sino alla devoluzione di Ferrara e anche oltre. Nel 1641 fu ceduto al marchese Guido I Villa. Nel 1832 il palazzo fu acquistato dal Comune di Ferrara e durante gli anni trenta ospitò l'Esposizione della pittura ferrarese del rinascimento. Subì seri danni durante i bombardamenti del 1944 che colpirono la città, e dopo i restauri rimase sempre sede museale. Dopo il terremoto dell'Emilia del 2012 è stato oggetto di nuovi restauri.
- Palazzo Prosperi-Sacrati. Rappresenta l'edificio più antico dello storico incrocio. Venne iniziato nel 1493 e determinò, con la sua posizione l'andamento degli assi portanti dell'Addizione. Venne fatto edificare per Francesco da Castello, medico personale di Ercole I d'Este, e fu completato entro il 1514.
- Palazzo Turchi di Bagno. Venne progettato attorno al 1492 dall'architetto Biagio Rossetti per rendere completo ed equilibrato il Quadrivio degli Angeli. Fu edificato a partire dal 1498 ed i lavori furono in parte seguiti direttamente dal duca Ercole I d'Este prima di venderlo ad Aldobrandino Turchi. Dopo la seconda guerra mondiale fu ristrutturato ed adibito a sede universitaria e museale. Ospita l'Orto botanico dell'Università di Ferrara dal 1963 e nel 1964 vi venne trasferito l'allora Istituto di geologia, poi di botanica per divenire poi sede del Dipartimento di biologia ed evoluzione e del Museo di paleontologia e preistoria "Piero Leonardi".

Palazzo Costabili
Noto anche come palazzo di Ludovico il Moro, si trova in via XX Settembre (l'antica Via della Ghiara). Il palazzo venne progettato da Biagio Rossetti che ultimò i lavori nel 1504. Il legame con Ludovico il Moro è legato all'alleanza tra Ferrara e Milano per motivi dinastici e politici. Il Moro fu marito di Beatrice d'Este e zio di Anna Maria Sforza, prima moglie di Alfonso I d'Este.Ospita il Museo archeologico nazionale di Ferrara.
Palazzo Del Sale-Balbo
È un palazzo che risale al XV secolo e che fu ristrutturato nel XIX secolo. Quando la contessa Emanuela Florio sposò Italo Balbo, nel 1924, divenne residenza ufficiale del gerarca fascista di Ferrara. Dopo la fine della seconda guerra mondiale divenne sede di studi privati.
Palazzo Roverella
Posto sul centrale corso della Giovecca fu edificato nel 1508 da Guglielmo Magnanini, segretario del duca Alfonso I d'Este. Sembra verosimile che il suo progetto sia attribuibile a Biagio Rossetti. Ha visto numerosi passaggi di proprietà e dal 1932 ospita il Circolo dei Negozianti.
Palazzina di Marfisa d'Este
Esempio residenza signorile del XVI secolo, costruita a partire dal 1559. Comprende un vasto complesso di edifici e un'area adibita a giardino. All'inizio appartenne a Francesco d'Este, poi alla figlia Marfisa che in seconde nozze sposò Alderano Cybo-Malaspina. Marfisa rimase a Ferrara anche dopo la devoluzione di Ferrara allo Stato Pontificio. La palazzina è sede museale.
Palazzo Massari
Fu eretto alla fine del XVI secolo come palazzo Bevilacqua, commissionato dal conte Onofrio Bevilaqua. Subì numerosi passaggi di proprietà, molte variazioni architettoniche e aggiunte. Il palazzo è sede museale ed ospita il Museo Giovanni Boldini, il Museo dell'Ottocento e il Museo d'arte moderna e contemporanea Filippo de Pisis.
Palazzo Naselli Crispi
Il progetto per la sua costruzione fu affidato da Giuliano Naselli a Girolamo da Carpi verso il 1531 e venne ultimato attorno al 1537. Appartenne al duca Ercole II d'Este e verso la metà del XVI secolo entrò a far parte dei beni del conte Giovanni Maria Crispi.
Palazzo Tassoni Estense
Il palazzo venne edificato nel XV secolo probabilmente per Bonvicino dalle Carte che all'epoca era fattore generale degli este, quando era al potere Borso d'Este. In seguito Bonvicino cadde in disgrazia, il palazzo fu confiscato e donato da Ercole I d'Este alla famiglia nobile dei Tassoni, originaria di Modena. Divenne sede di ospedale psichiatrico, dal 1858, e negli anni settanta la sua direzione venne affidata ad Antonio Slavich. Dal secondo decennio del XXI secolo è sede del Dipartimento Architettura dell'Università degli Studi di Ferrara
Palazzo Gulinelli
Il palazzo viene documentato come esistente almeno dal 1597, posto all'angolo tra corso Ercole I d'Este e via degli Armari. Appartenne a varie famiglie e il nome gli viene da uno degli ultimi proprietari, il conte Giacomo Gulinelli. Nel 1953 venne venduto all'Opera Pia Canonici Mattei.
Palazzo Montecatini
Venne costruito all'incrocio tra via de' Romei e via Contrari nel 1574. Appartenne a Gianfrancesco Calcagni poi alla famiglia Montecatini e alle famiglie Nagliati e Lovetti. Rimase a lungo semiabbandonato e utilizzato anche come stalla. Nel XIX secolo il cortile fu utilizzato per un piccolo teatro in legno.
Palazzo Braghini - Rossetti
Edificio rinascimentale posto all'angolo tra corso della Giovecca e via Palestro, sede della Fondazione Braghini Rossetti.

### Edifici settecenteschi
Palazzo della Borsa

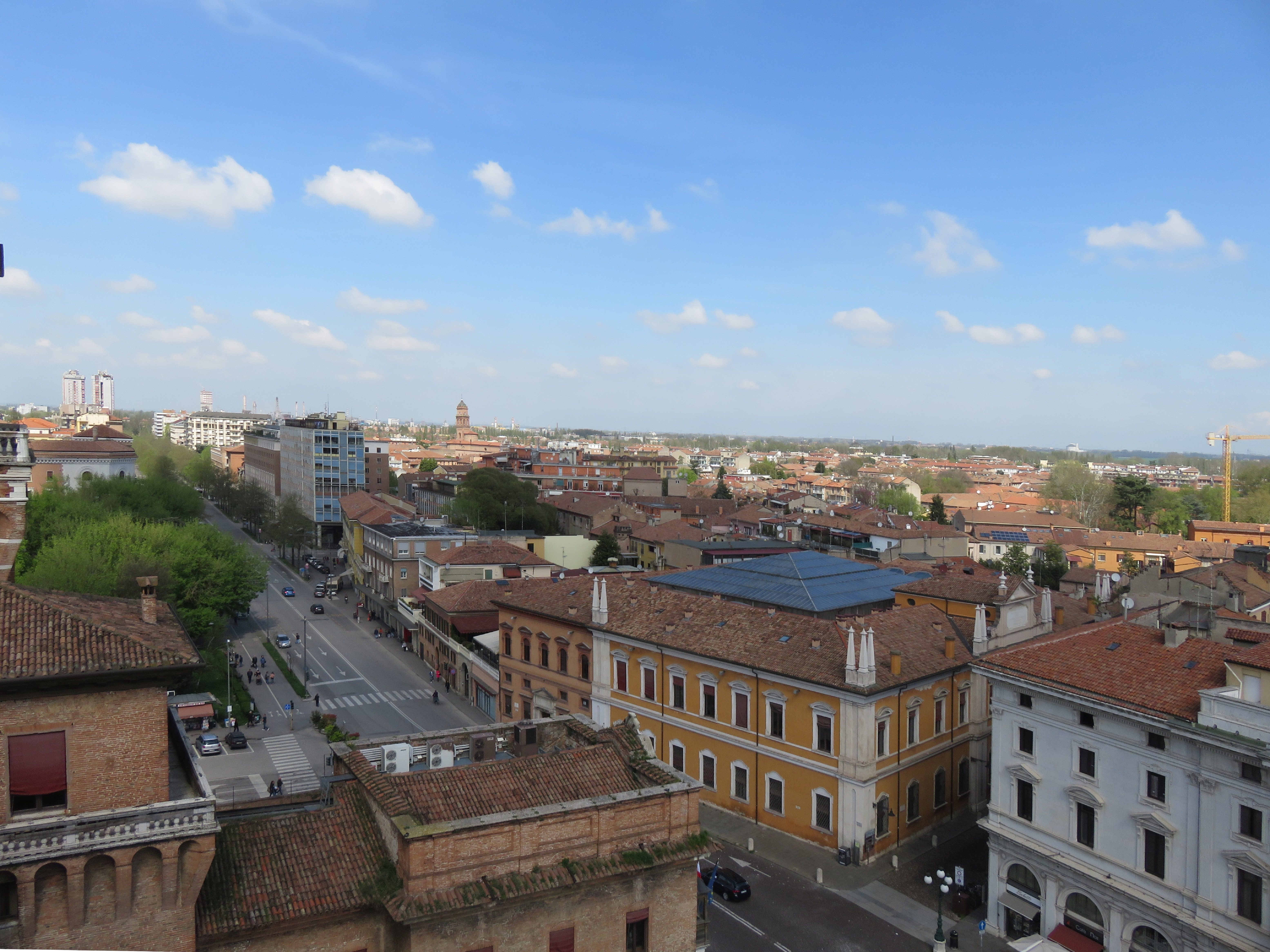
Vista dalla torre dei Leoni del Castello Estense. Palazzo della Borsa accanto al Palazzo della Camera di commercio.

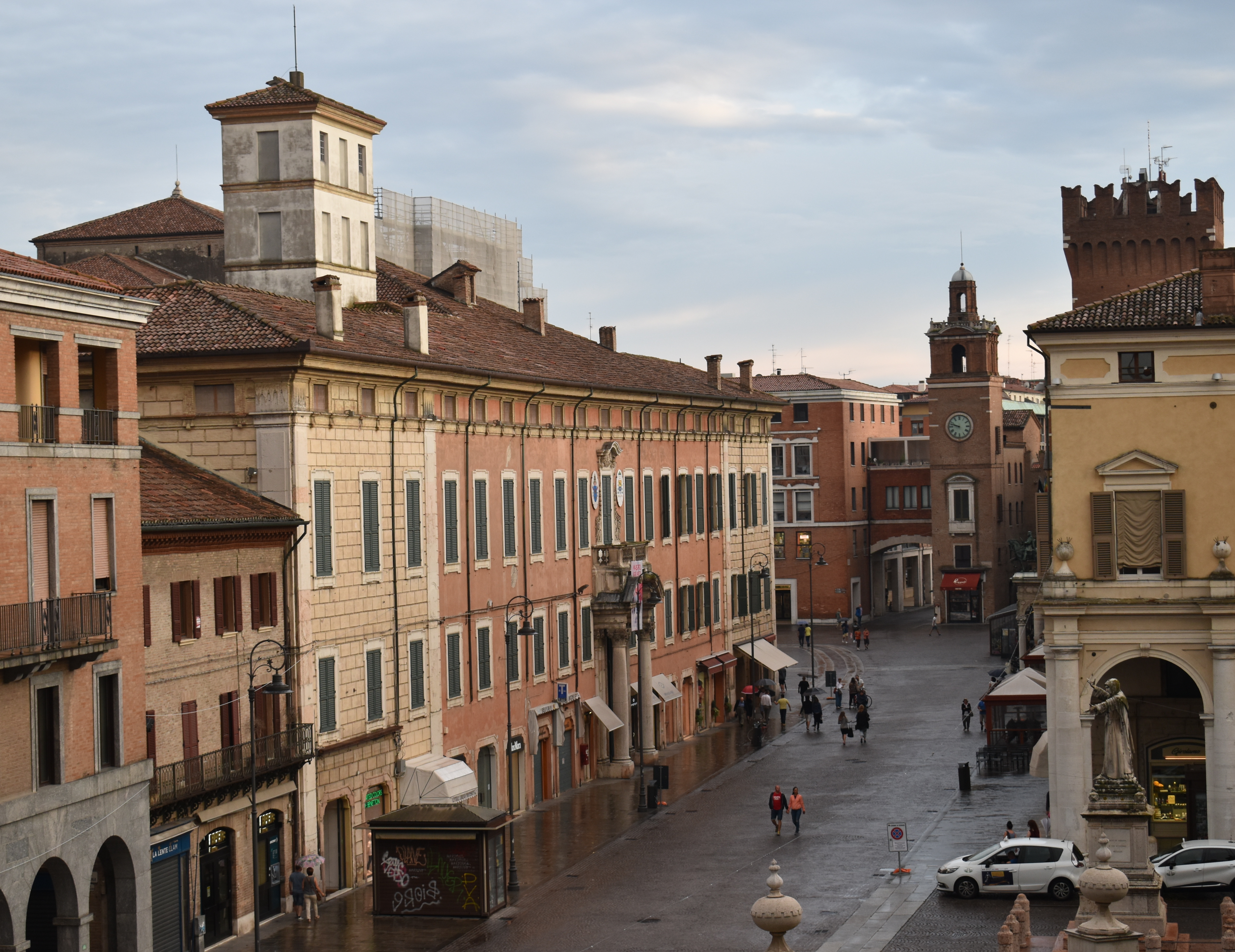
Palazzo Arcivescovile.

Anche noto come ex palazzo della Borsa o palazzo dell'ex Monte di Pietà, è un edificio monumentale che si trova in largo Castello, di fronte al Castello Estense.
Palazzo Arcivescovile
Voluto dal cardinale legato Tommaso Ruffo, venne edificato a partire dal 1717. Si trova in corso Martiri della Libertà di fianco alla cattedrale di San Giorgio.
Palazzo di Giustizia
Il nucleo originario venne edificato in via Borgoleoni di fianco alla chiesa del Gesù nel 1676 come collegio dei Gesuiti. In seguito ospitò il Regio Liceo Scientifico Antonio Roiti e il Regio Liceo Classico Ariosto poi, entro il 1984, il complesso venne ristrutturato da Carlo Aymonino e divenne la nuova sede del tribunale di Ferrara, integrando la struttura con nuove parti di fine XX secolo.

### Edifici ottocenteschi

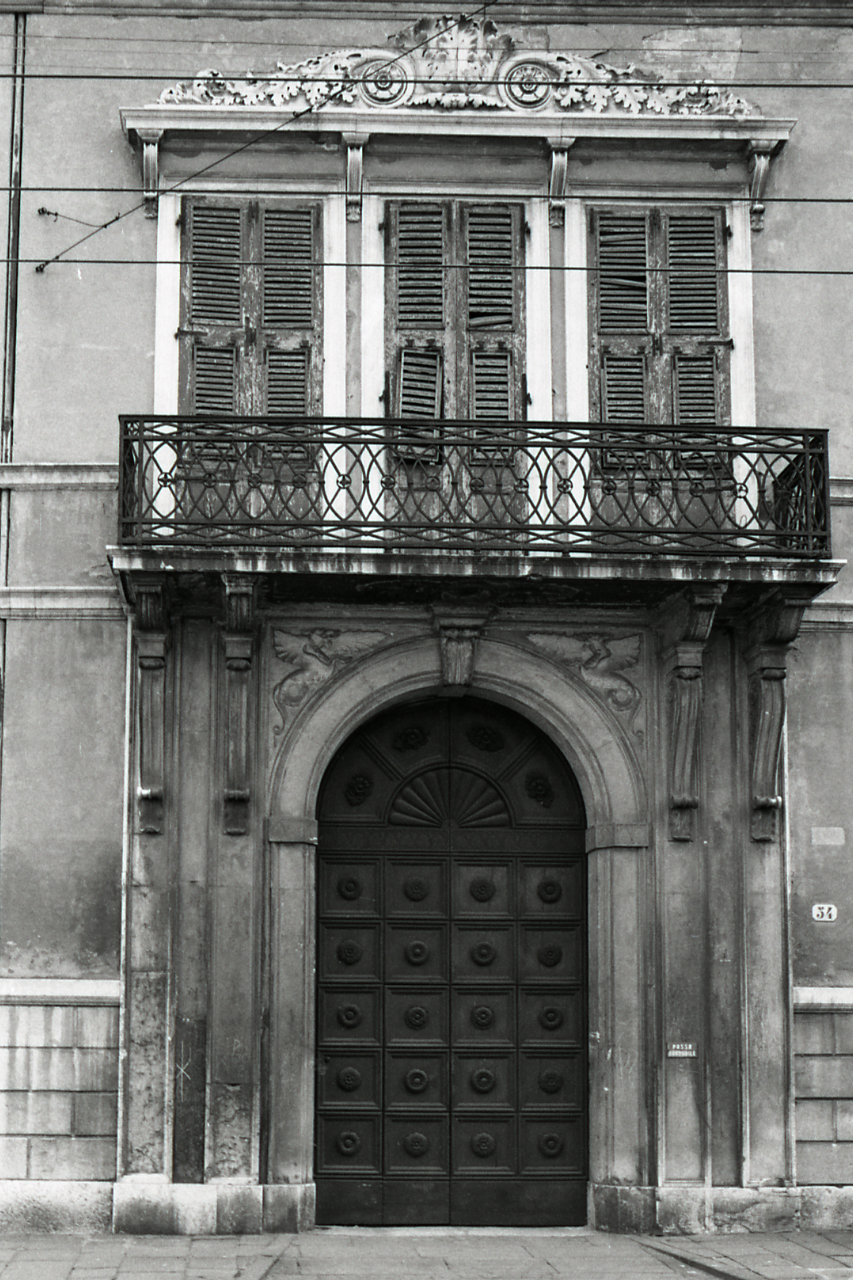
Palazzo Gulinelli.

Durante il XIX secolo non furono molte le nuove architetture monumentali edificate in città mentre e si ebbero prevalentemente la rivisitazione e l'ammodernamento dell'esistente.
Palazzo Gulinelli
L'edificio si trova al civico 54 di via XX Settembre e presenta un monumentale portale di accesso con grande balconata al primo piano.

### Edifici novecenteschi
Area ex Sant'Anna

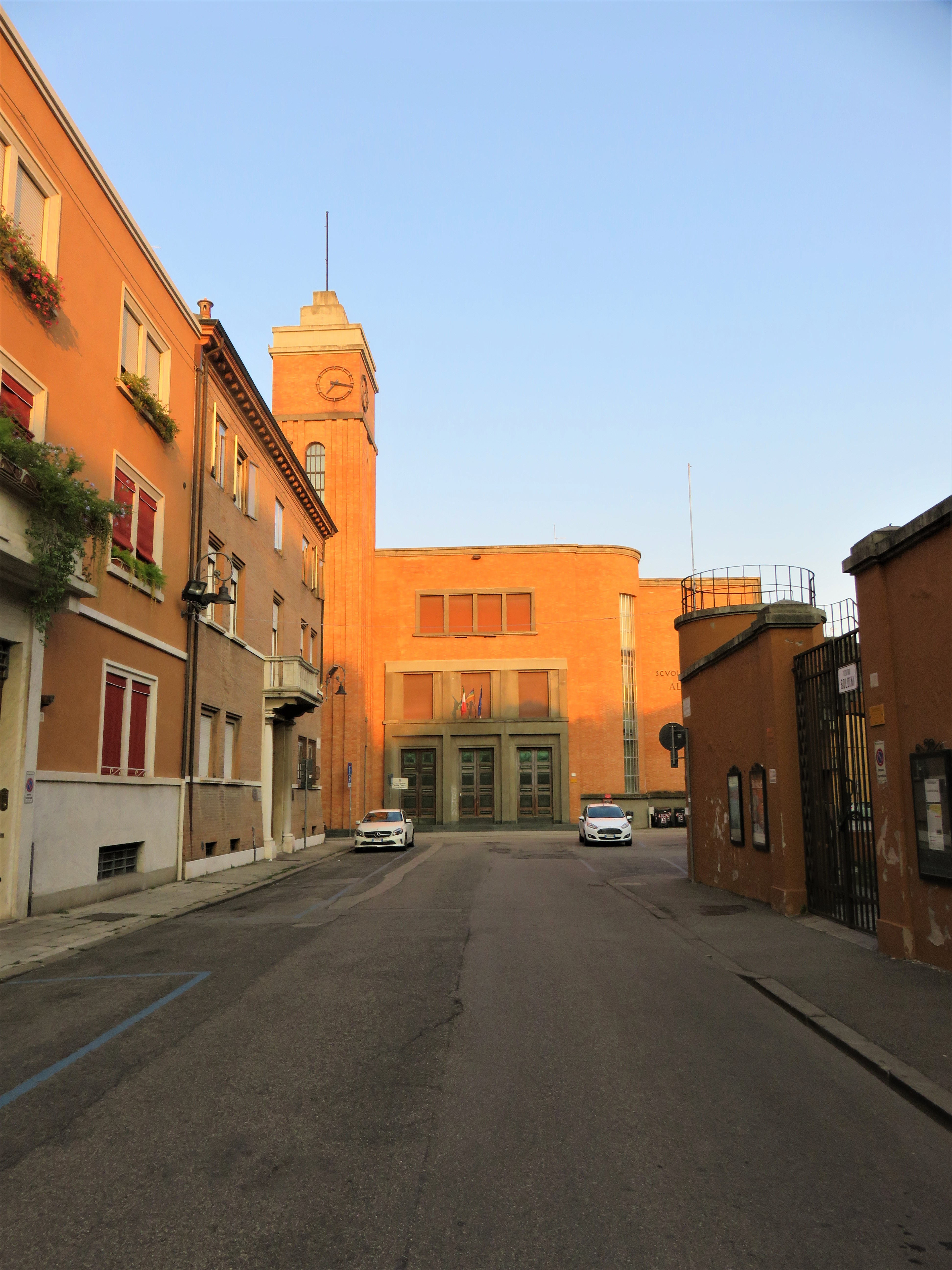
Scuola elementare Alda Costa, sullo sfondo al centro, e Complesso Boldini sulla destra.

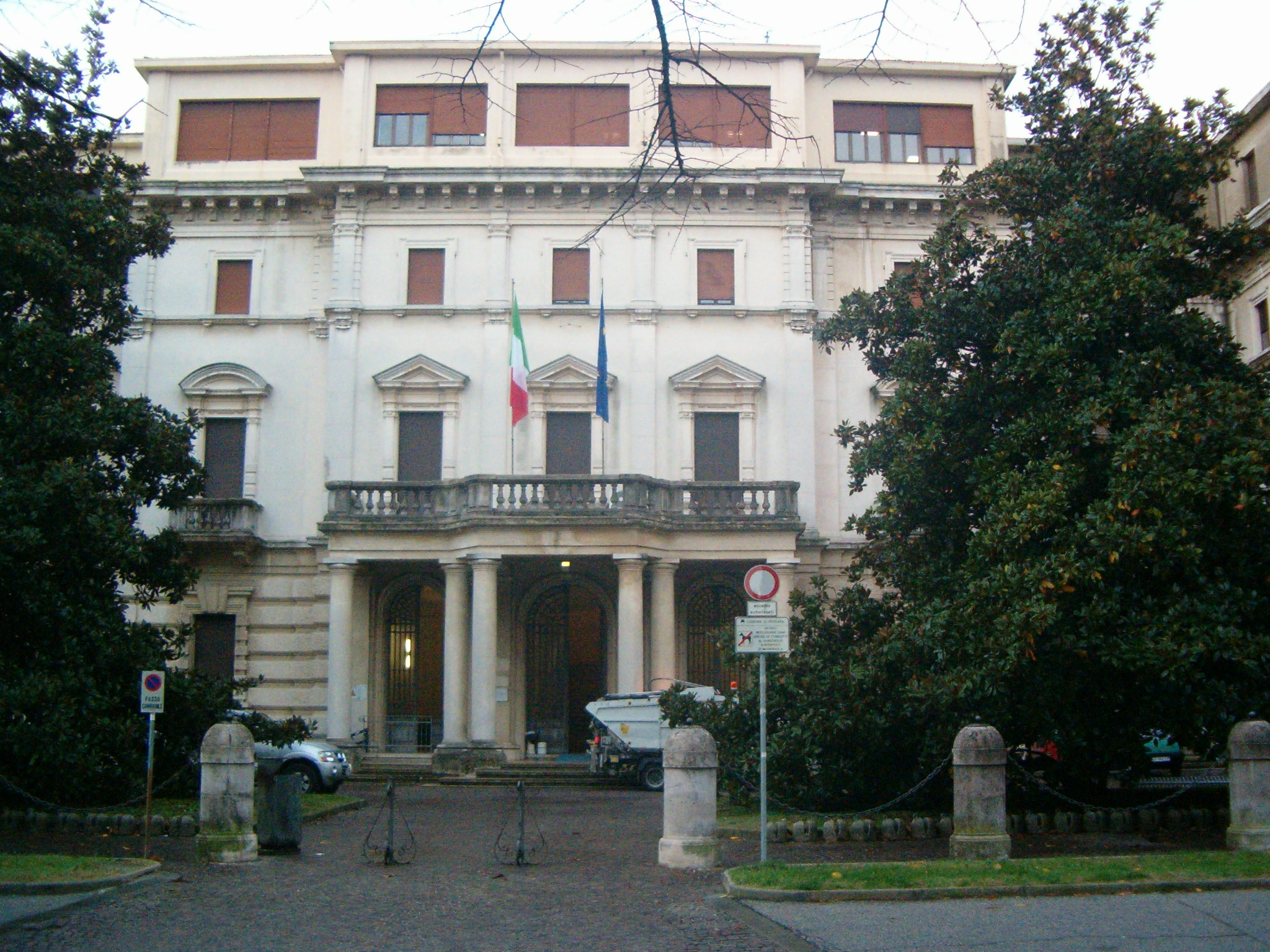
Ex Casa del Fascio.

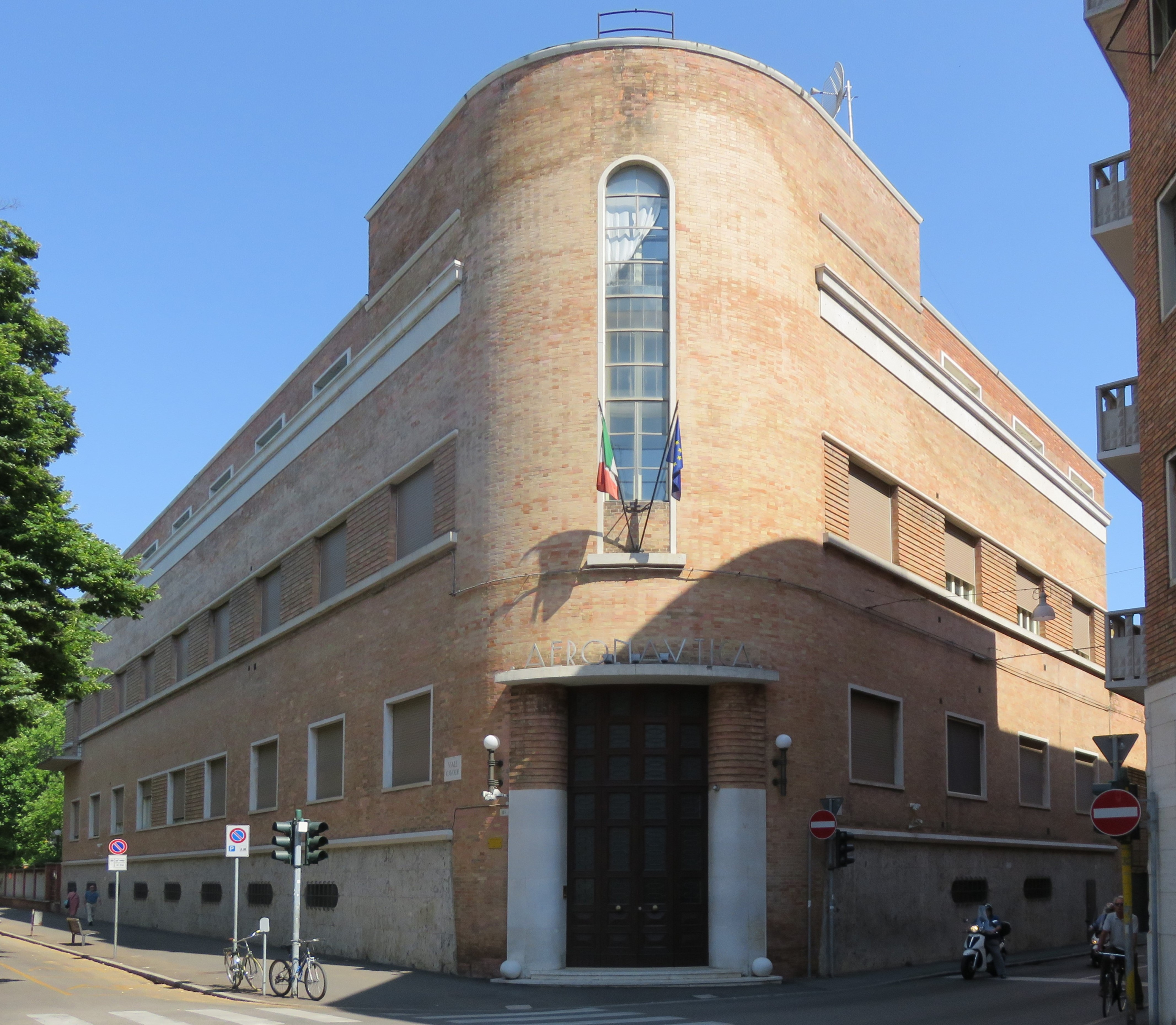
Palazzo dell'Aeronautica.

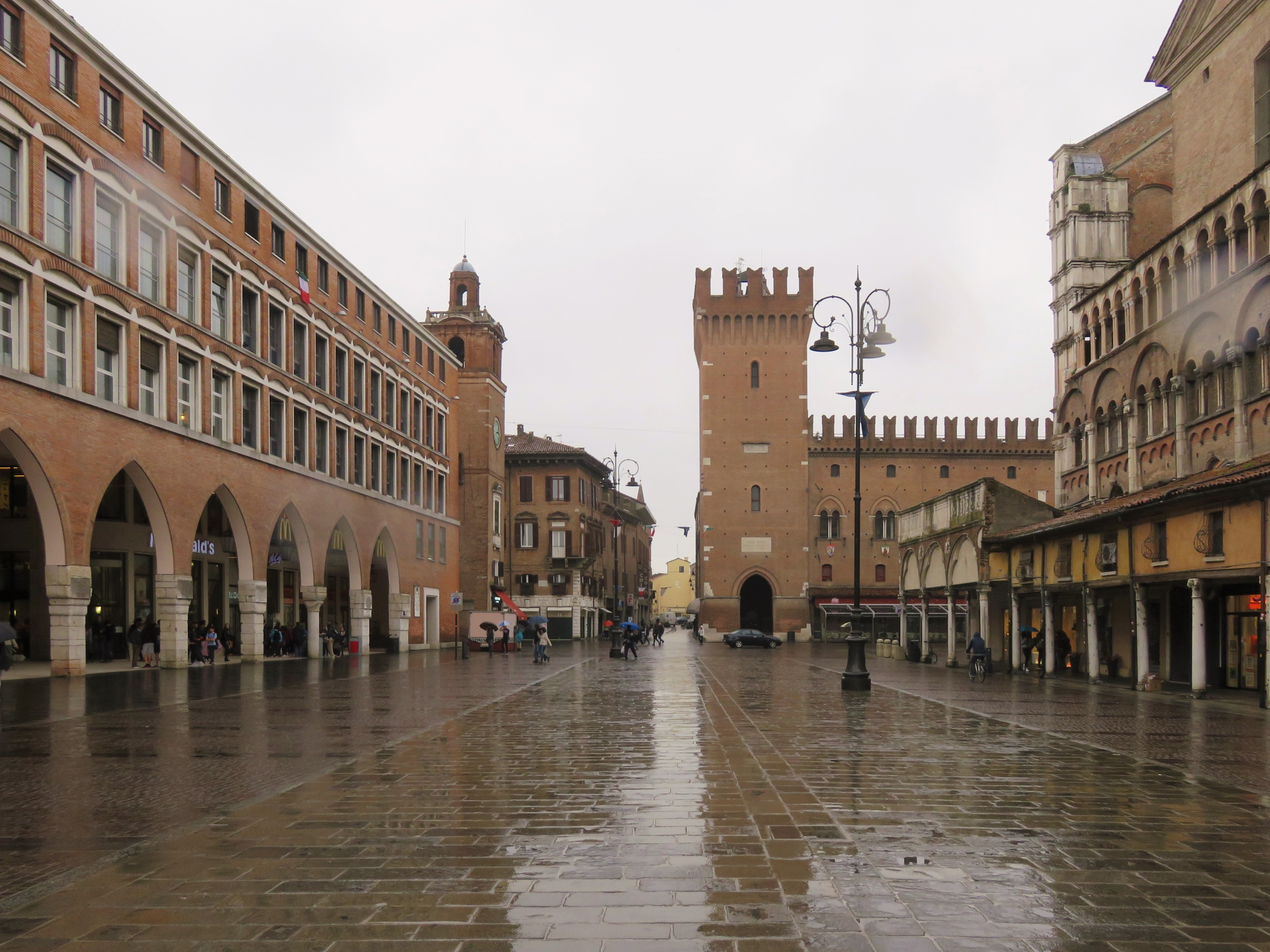
Piazza Trento e Trieste con il palazzo della Ragione, la Torre della Vittoria col Palazzo municipale e la cattedrale di San Giorgio.

Nello spazio occupato sino ai primi decenni del XX secolo dal principale ospedale cittadino vennero edificati, nell'ambito dell'Addizione Novecentista, diversi nuovi edifici:
- Conservatorio Girolamo Frescobaldi. Venne inaugurato nel 1937 nell'area cittadina precedentemente occupata dal primo ospedale cittadino, il Sant'Anna, voluto dal beato Giovanni Tavelli. L'edificio venne progettato dall'ingegnere comunale Carlo Savonuzzi mentre l'ospedale cittadino era già stato spostato nel 1927 in corso Giovecca.
- Museo di storia naturale. Il nuovo edificio del museo fu progettato e realizzato dall'ingegnere Carlo Savonuzzi in collaborazione col fratello Girolamo fra il 1935 e il 1937 sull'area sino a prima occupata dall'Ospedale Sant'Anna.
- Complesso Boldini. Il complesso è costituito da un corpo principale al quale si accede tramite un piccolo cortile giardino. Al suo interno vi sono ambienti utilizzati per iniziative culturali, manifestazioni, proiezioni e convegni. La sala al primo piano svolge la funzione di teatro e di cinema che nel tempo si è caratterizzato per la programmazione d'essai. Internazionale a Ferrara ha utilizzato questo spazio per alcune sue iniziative.
- Scuola elementare Alda Costa. Inizialmente intitolata a Umberto I di Savoia nel secondo dopoguerra è stata dedicata alla maestra antifascista e dirigente scolastica Alda Costa.

Palazzo delle Assicurazioni Generali
È un palazzo situato di fronte al Castello Estense costruito a partire dal 1925, all'inizio del periodo noto come Addizione Novecentista.
Ex Casa del Fascio
Risale alla fine degli anni venti e si trova nel centrale viale Cavour al n. 75. Iniziata su progetto di Giorgio Gandini fu inaugurato il 23 febbraio 1931 alla presenza di Italo Balbo, Renzo Ravenna e delle più alte autorità locali.
Palazzo della Camera di commercio
È un edificio monumentale in largo Castello, di fronte al Castello Estense e di fianco al palazzo della Borsa, all'inizio di corso Ercole I d'Este. Il prospetto a est, su via Borgoleoni, è di fronte al palazzo delle Assicurazioni Generali.
Ex Caserma Pastrengo
È un palazzo che si trova in corso Isonzo, 28. Fu costruito dal 1925 al 1926 dall'ingegnere Virgilio Coltro come caserma dei Carabinieri. Dalla fine del XX secolo ospita uffici della provincia di Ferrara.
Palazzo Barbantini-Koch
Venne edificato all'inizio del XX secolo e inaugurato, nel 1910, da Vittorio Emanuele III di Savoia. Nacque come sede della Cassa di Risparmio di Ferrara ed in seguito è stato rilevato dalla BPER Banca.
Palazzo dell'Aeronautica
L'edificio, di aspetto monumentale razionalista, si trova in viale Cavour, 118. Fu voluto da Italo Balbo e venne progettato da Giorgio Gandini mentre la direzione dei lavori fu di Carlo Savonuzzi. Venne ultimato nel 1937 e, dal secondo dopoguerra, è sede del Comando Operazioni Aeree dell'Aeronautica Militare.

## Palazzi minori
Casa di Biagio Rossetti

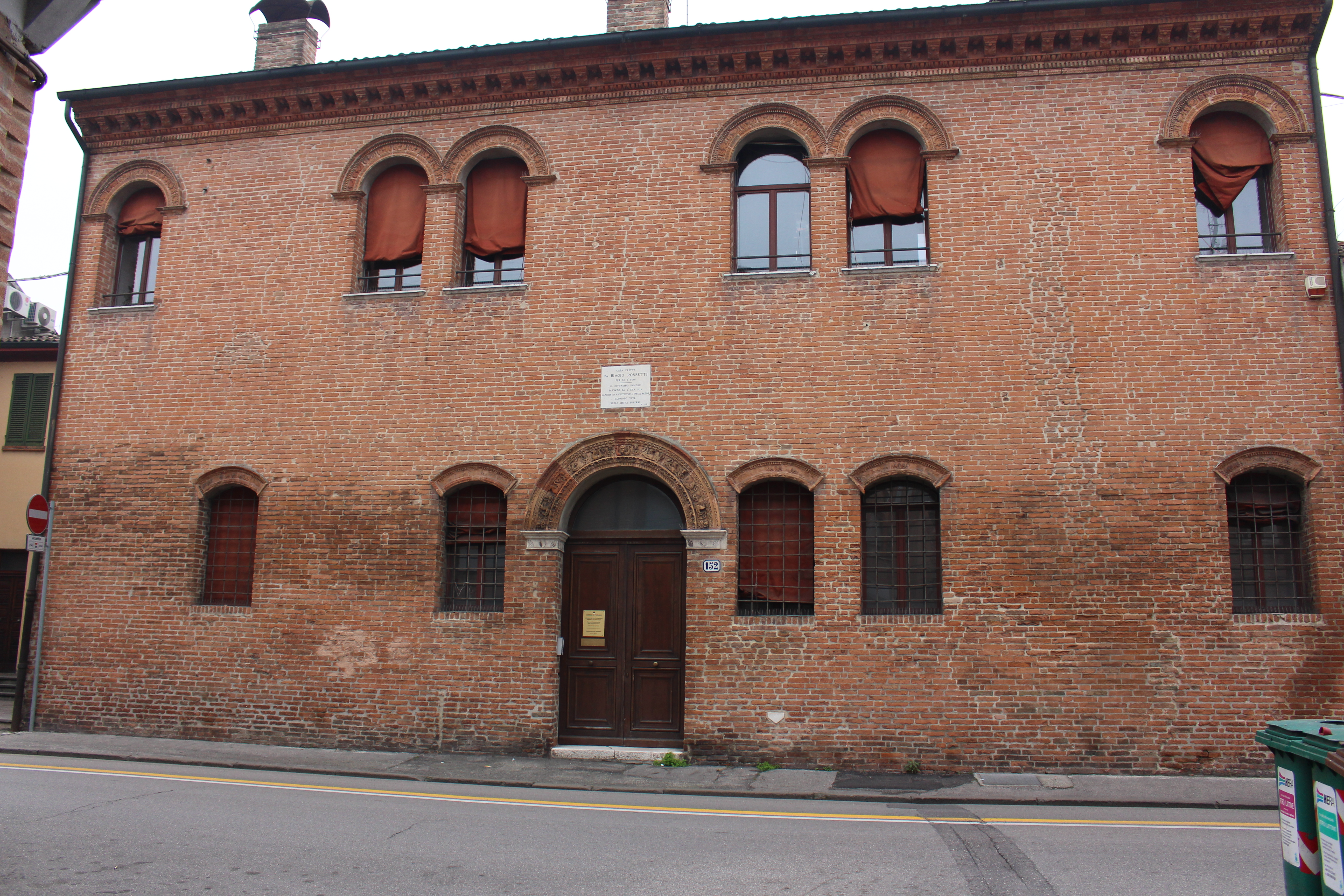
Casa di Biagio Rossetti.

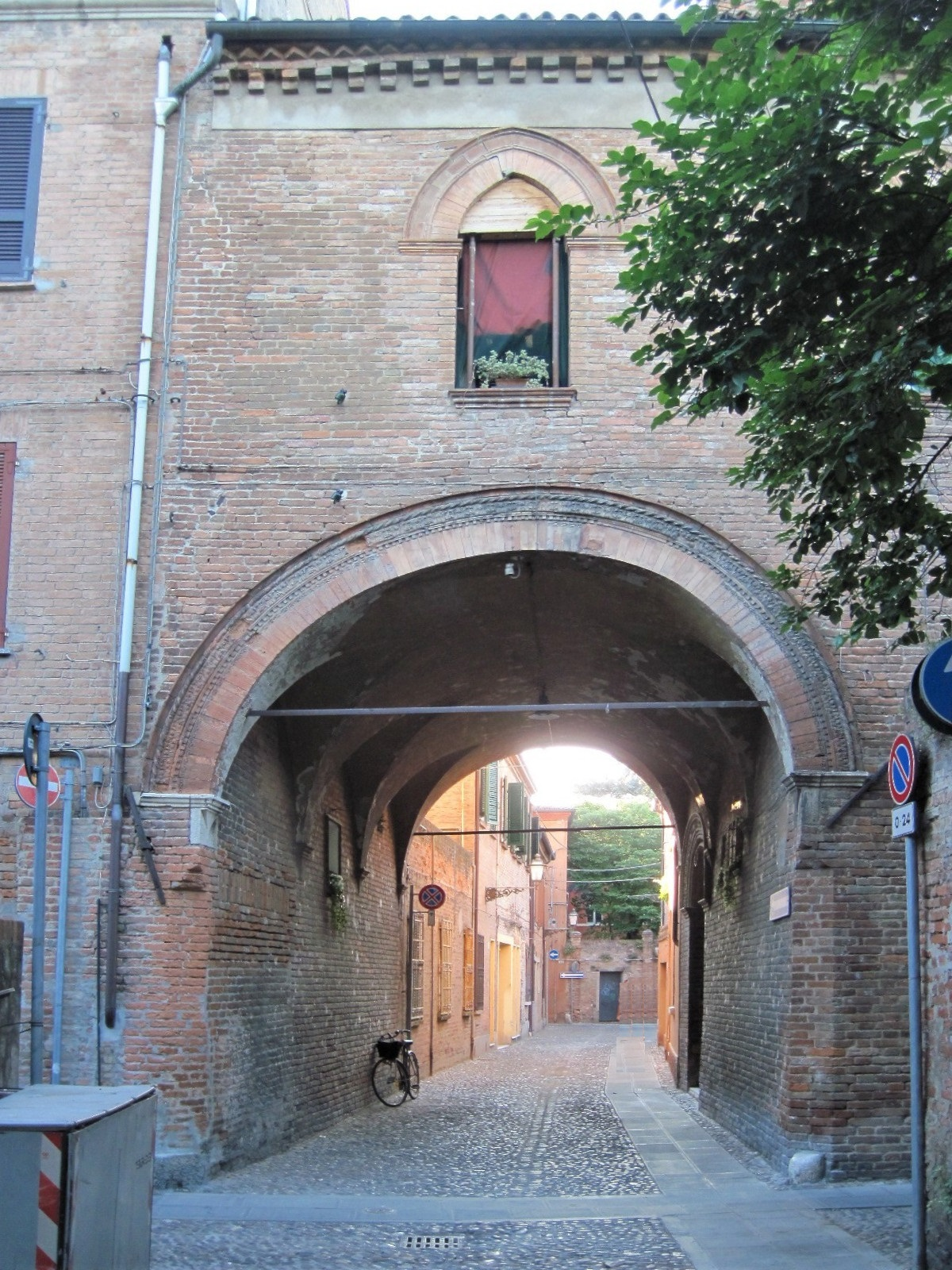
Casa Pisani o del Capitano.

L'edificio si trova in via XX Settembre e venne costruito a partire dalla fine del XV secolo dall'architetto Biagio Rossetti. Rimase tra le proprietà della famiglia sino circa alla metà del XVII secolo, poi divenne sede del Musarc (Museo dell’Architettura) e infine fu utilizzato come sede di uffici comunali.
Casa di Ludovico Ariosto
Il piccolo palazzo è semplice con mattoni a vista, il tipico cotto ferrarese. La progettazione dell'edificio viene attribuita a Girolamo da Carpi e fu lo stesso Ariosto a fornire indicazioni sulla trasformazione della sua casa dopo averla acquistata dagli eredi del primo proprietatio, Bartolomeo Cavalieri. Il poeta vi trascorse gli ultimi anni della vita dedicandosi alla terza e definitiva redazione dell'Orlando furioso. Parte dell'edificio è museo dedicato all'Ariosto e parte ospita la sede della Fondazione Giorgio Bassani.
Casa Pisani
È nota anche come casa del Capitano. Si trova in via Coperta all'incrocio con via Voltacasotto. Potrebbe essere stata la dimora di Obizzo I d'Este ed è quasi certo che vi abitò e vi morì Benvenuto Tisi da Garofalo. Per vari anni venne abbandonata al degrado, e nacquero leggende legate al luogo. La Ferrariae Decus promosse un primo restauro negli anni quaranta e uno nuovo fu realizzato nel 1973.
Palazzo Pendaglia
Il palazzo appartenne al facoltoso Bartolomeo Pendaglia e la strada sulla quale si trova fu a lungo chiamata la Strada dei Pendaglia. Nel 1452 vi si tennero i festeggiamenti per le nozze tra il Pendaglia e Margherita Costabili, ai quali presero parte Borso d'Este e Federico III d'Asburgo. Dopo la fine della seconda guerra mondiale accolse parte degli italiani costretti ad abbandonare le terre dell'Istria e della Dalmazia ed è divenuto in seguito sede di un istituto scolastico.
Ex Caserma del Littorio
La costruzione risale alla fine degli anni venti e si trova all'angolo tra via degli Spadari e via Fausto Beretta, tra il palazzo delle Poste e la chiesa di San Domenico. Fu tra i primi edifici dell'Addizione Novecentista.

## Palazzi scomparsi
Delizia di Belfiore

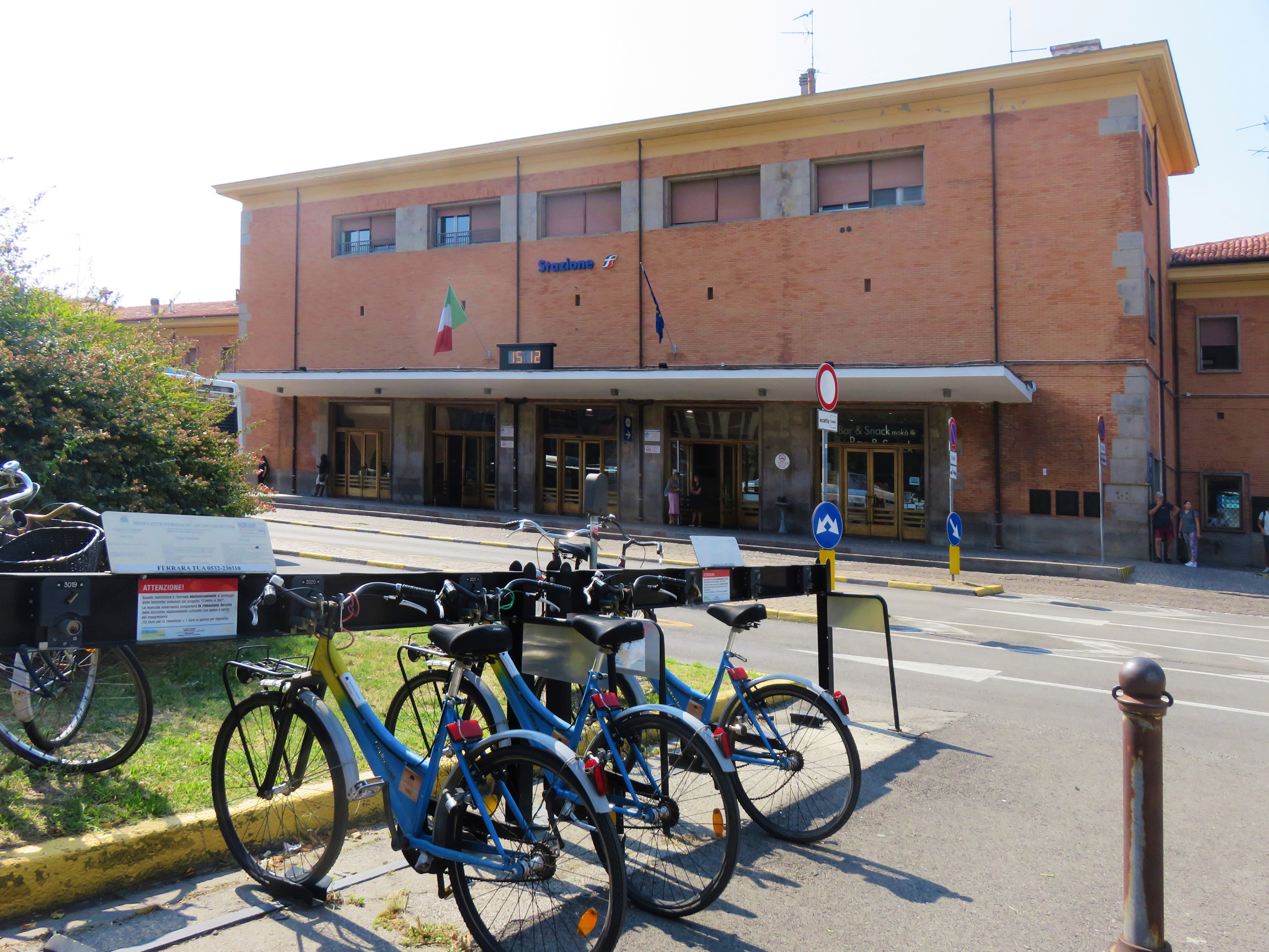
Stazione di Ferrara con le biciclette parcheggiate, che fanno di Ferrara una Città delle biciclette.

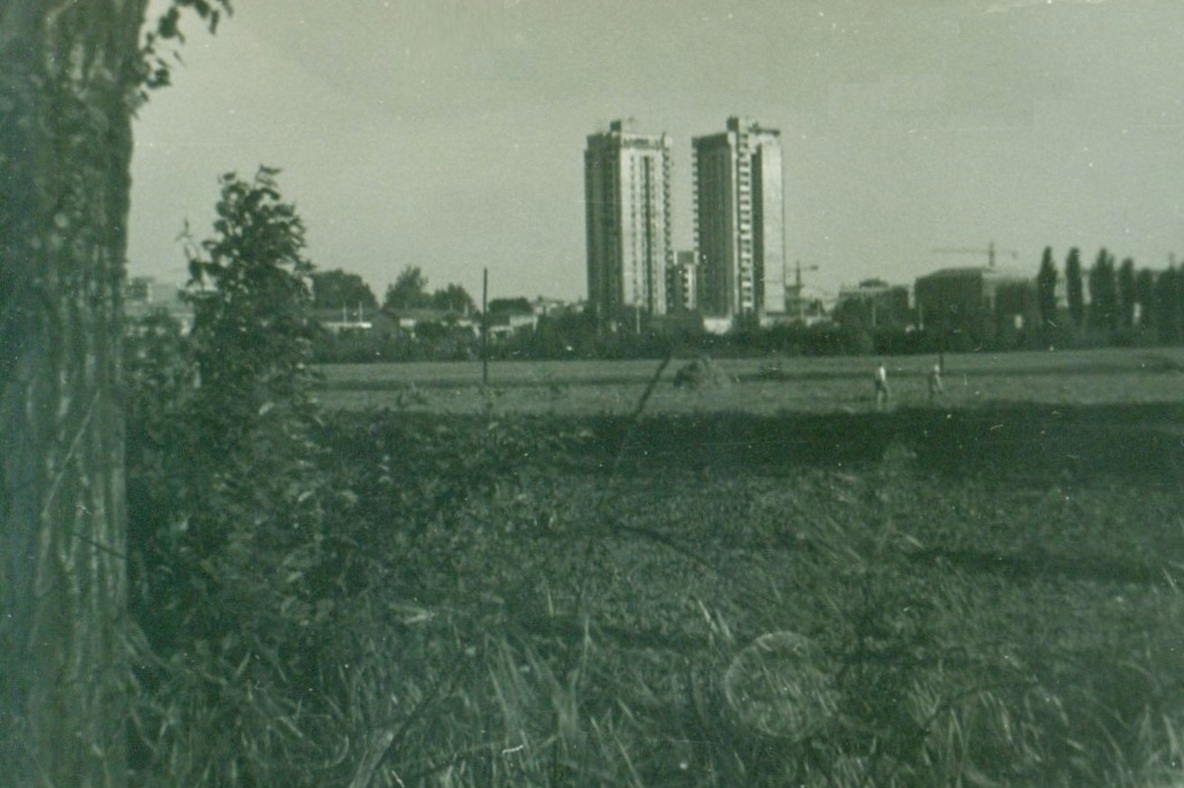
Le due torri del grattacielo di Ferrara negli anni settanta.

È stata una delle delizie estensi edificata dagli Este durante la loro signoria. Al momento della sua costruzione fu considerata una delle più importanti e rappresentative. Si trovava in corrispondenza dell'ultimo tratto di corso Ercole I d'Este, a nord ovest e a breve distanza dalla chiesa, pure questa scomparsa, di Santa Maria degli Angeli.

## Fuori dalle mura
Alcuni edifici, malgrado si trovino all'esterno della cinta muraria rinascimentale, appartengono alla città, per la loro storia o la loro funzione.
Stazione di Ferrara
Fu completata nel 1948 dopo che la precedente venne distrutta dai bombardamenti americani nel 1944.
Stazione di Ferrara Porta Reno
La stazione fu aperta il 28 ottobre 1931, e mantiene lo stile razionalista del periodo. Ha cessato la sua funzione nel 2011.
Grattacielo di Ferrara
Fu inaugurato nel 1958 su progetto di Gian Carlo Capra, Sergio Dalle Fratte e Luigi Pellegrin. Trovò da subito accoglienza critica, ad esempio da parte di Giorgio Bassani.